# جدو حبيبي (فلم)
جدو حبيبي هو فيلم كوميدي رومانسي مصري من إنتاج عام 2012.

## القصة
بعد أن أخبرها الطبيب (يوسف داود) بتدهور حالة جدها حسين (محمود ياسين) الصحية، تقرر فكرية (بشرى) السفر إلى مصر للاطمئنان على صحته وثروته أيضا بعد فقدت ثروتها في مضاربات البورصة، فتحدث بينهما الكثير من المفارقات، وتساعد جدها في العثور على حبيبته ويجداها بالفعل وتقع فكرية في حب حفيدها (أحمد فهمي)، وتعيش في حالة من السعادة لا يفسدها سوى وفاة الجد.

## الممثلين
| - محمود ياسين الجد حسين - بشرى: فيكى او فكرية - لبنى عبد العزيز: ليلى - أحمد فهمي أدهم - حسن مصطفى: سعيد - لويس إيمي: جيسي | - سامي مغاوري: لطفي السمسار - عبد الله مشرف: فوزي - وائل علاء: سواق التاكسي - إيمان السيد: الممرضة - أحمد مالك: برنس | - سيف الدين طارق - كريم ياسين - راجي رامز - محمد بسام - يوسف داود ضيف شرف: الطبيب | - إسماعيل فرغلي: موظف الإستقبال - وائل سامي - أحمد الحلواني - جمال حجازي: العسكري اشرف - نجلاء بدر |

بالاشتراك مع
| - ماجد عبد العظيم: مساعد الدتور - سمر جابر - ليلي نجاتي: سيدة العزاء العائلات - مصطفى طلبة - مجدي منير | - سهيلة حسين - مديحة البكري - ديانا حرب - نشوى عادل - رنا الشريف - دينا حرب | - يارا عماد - منصور أمين - عصام حرب الأطفال - محمد أحمد حسين: طفل - ملك طارق: طفلة | - عمرو عادل: طفل - لالا السيسي: طفلة - ناظم عصام: طفل - إبراهيم السمان: كاشير السوبرماركت - خالد الشريف: بائع محل الملابس - خالد بدوي: رجل العزاء | - مصطفى العزبي: رجل العزاء - محمد عبد الرشيد: رجل المزرعة - علا أشرف: العروسة - أدهم عزام: العريس - يحيى زكريا: عامل الفرح - مايك: جرسون البار |

## أغنية الفيلم
| اسم الأغنية | زمن الأغنية | غناء      | كلمات         | لحن       | توزيع |
| ----------- | ----------- | --------- | ------------- | --------- | ----- |
| ورثت        | 3.17        | بشري      | أيمن بهجت قمر | محمد يحيي | توما  |
| عشانك       | 3.02        | أحمد فهمي | محمد عاطف     | رامي جمال | روكيت |

## روابط خارجية
- مقالات تستعمل روابط فنية بلا صلة مع ويكي بيانات